# Esqui alpino nos Jogos Olímpicos de Inverno de 2018 - Combinado masculino
O combinado masculino nos Jogos Olímpicos de Inverno de 2018 foi disputado em 13 de fevereiro no Centro Alpino Jeongseon e no Centro Alpino Yongpyong, ambos localizados em Bukpyeong-myeon, Jeongseon.

## Medalhistas
| Ouro   | AUT Marcel Hirscher       |
| Prata  | FRA Alexis Pinturault     |
| Bronze | FRA Victor Muffat-Jeandet |

## Resultados
A prova de downhill começou às 11:30 e a prova de slalom ocorreu às 15:00.
| Pos.              | Bib | Atleta                           | Downhill | Pos. | Slalom  | Pos. | Total   | Diferença |
| ----------------- | --- | -------------------------------- | -------- | ---- | ------- | ---- | ------- | --------- |
| Medalha de ouro   | 2   | AUT Marcel Hirscher              | 1:20.56  | 12   | 45.96   | 1    | 2:06.52 | —         |
| Medalha de prata  | 7   | FRA Alexis Pinturault            | 1:20.28  | 10   | 46.47   | 3    | 2:06.75 | +0.23     |
| Medalha de bronze | 5   | FRA Victor Muffat-Jeandet        | 1:21.57  | 29   | 45.97   | 2    | 2:07.54 | +1.02     |
| 4                 | 23  | AUT Marco Schwarz                | 1:20.98  | 19   | 46.89   | 5    | 2:07.87 | +1.35     |
| 5                 | 27  | USA Ted Ligety                   | 1:21.36  | 26   | 46.61   | 4    | 2:07.97 | +1.45     |
| 6                 | 14  | FRA Thomas Mermillod-Blondin     | 1:20.89  | 17   | 47.13   | 6    | 2:08.02 | +1.50     |
| 7                 | 19  | NOR Kjetil Jansrud               | 1:19.51  | 4    | 49.16   | 19   | 2:08.67 | +2.15     |
| 8                 | 33  | SLO Štefan Hadalin               | 1:21.15  | 21   | 47.79   | 7    | 2:08.94 | +2.42     |
| 9                 | 1   | GER Thomas Dreßen                | 1:19.24  | 1    | 49.72   | 24   | 2:08.96 | +2.44     |
| 10                | 29  | SLO Klemen Kosi                  | 1:20.61  | 16   | 48.76   | 15   | 2:09.37 | +2.85     |
| 11                | 6   | SUI Luca Aerni                   | 1:21.34  | 25   | 48.18   | 11   | 2:09.52 | +3.00     |
| 12                | 32  | CRO Filip Zubčić                 | 1:21.54  | 28   | 48.06   | 8    | 2:09.60 | +3.05     |
| 12                | 13  | SUI Mauro Caviezel               | 1:20.47  | 11   | 49.13   | 18   | 2:09.60 | +3.05     |
| 14                | 25  | ITA Christof Innerhofer          | 1:19.77  | 5    | 49.98   | 25   | 2:09.75 | +3.23     |
| 15                | 30  | SUI Carlo Janka                  | 1:20.58  | 14   | 49.22   | 20   | 2:09.80 | +3.28     |
| 16                | 34  | CZE Ondřej Berndt                | 1:21.81  | 34   | 48.10   | 10   | 2:09.91 | +3.39     |
| 17                | 16  | USA Bryce Bennett                | 1:21.18  | 23   | 48.79   | 16   | 2:09.97 | +3.45     |
| 18                | 24  | ITA Riccardo Tonetti             | 1:21.99  | 38   | 48.22   | 12   | 2:10.21 | +3.69     |
| 19                | 21  | CRO Natko Zrnčić-Dim             | 1:22.07  | 40   | 48.48   | 13   | 2:10.55 | +4.03     |
| 20                | 47  | CAN James Crawford               | 1:21.97  | 37   | 48.80   | 17   | 2:10.77 | +4.25     |
| 21                | 17  | NOR Aleksander Aamodt Kilde      | 1:20.92  | 18   | 50.15   | 26   | 2:11.07 | +4.55     |
| 22                | 40  | SVK Adam Žampa                   | 1:23.02  | 51   | 48.08   | 9    | 2:11.10 | +4.58     |
| 23                | 12  | CAN Broderick Thompson           | 1:21.75  | 33   | 49.63   | 23   | 2:11.38 | +4.86     |
| 24                | 37  | FIN Andreas Romar                | 1:21.94  | 35   | 49.58   | 22   | 2:11.52 | +5.00     |
| 25                | 35  | SRB Marko Vukićević              | 1:21.31  | 24   | 50.43   | 27   | 2:11.74 | +5.22     |
| 26                | 50  | LAT Kristaps Zvejnieks           | 1:23.02  | 51   | 48.74   | 14   | 2:11.76 | +5.24     |
| 27                | 38  | AND Joan Verdu Sanchez           | 1:23.01  | 50   | 49.53   | 21   | 2:12.54 | +6.02     |
| 28                | 54  | MON Olivier Jenot                | 1:22.71  | 47   | 50.73   | 28   | 2:13.44 | +6.92     |
| 29                | 51  | AND Marc Oliveras                | 1:21.67  | 31   | 52.97   | 30   | 2:14.64 | +8.12     |
| 30                | 41  | DEN Christoffer Faarup           | 1:21.08  | 20   | 54.13   | 34   | 2:15.21 | +8.69     |
| 31                | 52  | KAZ Igor Zakurdayev              | 1:22.29  | 42   | 53.18   | 32   | 2:15.47 | +8.95     |
| 32                | 49  | HUN Dalibor Šamšal               | 1:25.17  | 60   | 50.77   | 29   | 2:15.94 | +9.42     |
| 33                | 60  | KOR Kim Dong-woo                 | 1:24.02  | 56   | 53.02   | 31   | 2:17.04 | +10.52    |
| 34                | 57  | BLR Yuri Danilochkin             | 1:22.78  | 48   | 55.94   | 35   | 2:18.72 | +12.20    |
| 35                | 59  | HUN Márton Kékesi                | 1:26.08  | 62   | 53.94   | 33   | 2:20.02 | +13.50    |
| 36                | 28  | USA Jared Goldberg               | 1:20.02  | 9    | 1:02.86 | 37   | 2:22.88 | +16.36    |
| 37                | 61  | KOS Albin Tahiri                 | 1:23.84  | 55   | 59.56   | 36   | 2:23.40 | +16.88    |
| 38                | 9   | ITA Peter Fill                   | 1:19.92  | 6    | DNF     | —    | —       | —         |
| 38                | 10  | ITA Dominik Paris                | 1:20.01  | 8    | DNF     | —    | —       | —         |
| 38                | 11  | AUT Matthias Mayer               | 1:19.37  | 3    | DNF     | —    | —       | —         |
| 38                | 15  | SUI Justin Murisier              | 1:21.58  | 30   | DNF     | —    | —       | —         |
| 38                | 18  | SLO Martin Čater                 | 1:20.57  | 13   | DNF     | —    | —       | —         |
| 38                | 20  | AUT Vincent Kriechmayr           | 1:19.96  | 7    | DNF     | —    | —       | —         |
| 38                | 22  | FRA Maxence Muzaton              | 1:20.58  | 14   | DNF     | —    | —       | —         |
| 38                | 31  | GER Linus Straßer                | 1:22.03  | 39   | DNF     | —    | —       | —         |
| 38                | 36  | LIE Marco Pfiffner               | 1:22.54  | 44   | DNF     | —    | —       | —         |
| 38                | 39  | CZE Jan Zabystřan                | 1:23.65  | 54   | DNF     | —    | —       | —         |
| 38                | 43  | NOR Sebastian-Foss Solevåg       | 1:24.35  | 58   | DNF     | —    | —       | —         |
| 38                | 46  | CZE Filip Forejtek               | 1:22.56  | 45   | DNF     | —    | —       | —         |
| 38                | 48  | POL Michał Kłusak                | 1:22.64  | 46   | DNF     | —    | —       | —         |
| 38                | 55  | SVK Matej Falat                  | 1:23.21  | 53   | DNF     | —    | —       | —         |
| 38                | 56  | UKR Ivan Kovbasnyuk              | 1:24.21  | 57   | DNF     | —    | —       | —         |
| 38                | 62  | BOL Simon Breitfuss Kammerlander | 1:22.94  | 49   | DNF     | —    | —       | —         |
| 38                | 63  | IRL Patrick McMillan             | 1:25.77  | 61   | DNF     | —    | —       | —         |
| 39                | 53  | SRB Marko Stevović               | 1:24.47  | 59   | DSQ     | —    | —       | —         |
| 40                | 8   | NOR Aksel Lund Svindal           | 1:19.31  | 2    | DNS     | —    | —       | —         |
| 40                | 26  | SLO Boštjan Kline                | 1:22.42  | 43   | DNS     | —    | —       | —         |
| 40                | 42  | CHI Henrik von Appen             | 1:21.16  | 22   | DNS     | —    | —       | —         |
| 40                | 44  | GER Josef Ferstl                 | 1:21.95  | 36   | DNS     | —    | —       | —         |
| 40                | 45  | GER Andreas Sander               | 1:21.68  | 32   | DNS     | —    | —       | —         |
| 40                | 58  | MDA Christopher Hörl             | 1:22.25  | 41   | DNS     | —    | —       | —         |
| 40                | 64  | CAN Benjamin Thomsen             | 1:21.36  | 26   | DNS     | —    | —       | —         |
| 41                | 3   | OAR Pavel Trikhichev             | DNF      | —    | —       | —    | —       | —         |
| 41                | 4   | USA Ryan Cochran-Siegle          | DNF      | —    | —       | —    | —       | —         |
| 41                | 65  | CAN Manuel Osborne-Paradis       | DNF      | —    | —       | —    | —       | —         |

Legenda
| Recorde mundial      | Recorde mundial (World record)               |                       | Recorde africano                      | Recorde africano (African) |                                           | Q | Classificado por posição (Qualified) |
| Recorde olímpico     | Recorde olímpico (Olympic record)            | Recorde da América    | Recorde da América (Americas)         | q                          | Classificado por melhor tempo (Qualified) |   |                                      |
| Melhor marca do ano  | Melhor marca do ano (World leading)          | Recorde asiático      | Recorde asiático (Asian)              | DNS                        | Não largou (Did not start)                |   |                                      |
| Recorde nacional     | Recorde nacional (National record)           | Recorde europeu       | Recorde europeu (European)            | DNF                        | Não terminou (Did not finish)             |   |                                      |
| Recorde pessoal      | Recorde pessoal do atleta (Personal best)    | Recorde da Oceania    | Recorde da Oceania (Oceania)          | DSQ / DQ                   | Desclassificado (Disqualified)            |   |                                      |
| Recorde da temporada | Recorde da temporada do atleta (Season best) | Recorde sul-americano | Recorde sul-americano (South America) | NM                         | Sem marca (No mark)                       |   |                                      |